# Bitdefender
 (juin 2023).
L'article doit être relu — et modifié si nécessaire — par des contributeurs indépendants pour apporter un regard critique aux contributions effectuées en violation des conditions d'utilisation de Wikipédia, tant sur la forme (notamment concernant le style encyclopédique, la proportionnalité) que sur le fond (la neutralité de point de vue, la qualité et l'indépendance des sources).
 (juin 2023).
 (juin 2023).
Bitdefender est une entreprise basée à Bucarest qui développe, édite et commercialise des solutions de cybersécurité. Créée en novembre 2001, la marque Bitdefender succède à la marque AVX (AntiVirus eXpert) de SOFTWIN, d’origine roumaine et commercialisée depuis 1996.

## Historique
À l’origine développés par SOFTWIN, une entreprise fondée en 1990 dans la Roumaine postcommuniste, les logiciels Bitdefender ont d’abord été commercialisés sous la marque AVX (Antivirus Expert) entre 1996 et 2001, année durant laquelle la filiale Bitdefender a été créée et où la solution AVX a été rebaptisée Bitdefender. En 2007, Bitdefender devient une entité commerciale distincte avec entrée de capitaux externes, Axxess Capital Investment Fund étant l’un des principaux actionnaires.
En 2009, Bitdefender introduit Active Virus Control et propose Quickscan, un outil gratuit pour diagnostiquer les infections informatiques. Elle lance également Safego en 2010, suite de sécurité gratuite pour réseaux sociaux. Safego vise à protéger les utilisateurs de Facebook contre les arnaques sur les réseaux sociaux et l'hameçonnage. En 2011, elle propose Security for Virtualized Environments by Bitdefender, solution de sécurité complète pour datacenters.
En 2013, Bitdefender rejoint le programme IMPACT (International Multilateral Partnership Against Cyber Threats) de l’agence exécutive de l’Union Internationale des Télécommunications contre la cybercriminalité, institution spécialisée des Nations unies. La même année, Bitdefender lance GravityZone, une solution qui permet de gérer la sécurité aussi bien des environnements physiques que virtuels et mobiles des entreprises.
En 2017, Bitdefender acquiert son partenaire français Profil Technology et atteint une valeur de 600 millions de dollars.Elle acquiert des actifs de son partenaire commercial australien SMS eTech en 2018. Elle acquiert la même année l'entreprise RedSocks, spécialiste de l'analyse des données et de la sécurité des réseaux.
En 2019, Bitdefender ouvre son Security Operations Center (SOC) à San Antonio au Texas. Le SOC offre des services de surveillance et de réponse aux incidents ainsi que des capacités proactives de chasse aux menaces.

## Produits et services
Le produit Bitdefender d’origine est commercialisé sous la marque Antivirus Expert jusqu’en 2001, lorsque la marque est rebaptisée Bitdefender. 

### Bitdefender Mobile Security
Après avoir été un des pionniers de la protection mobile avec une protection pour Windows CE et Symbian OS, le fort développement des malwares sous Android amène l’éditeur à développer un antivirus destiné à cette plateforme mobile pour les tablettes et les smartphones. La protection antimalware et anti-hameçonnage, l’audit des applications, la localisation de l’appareil, la suppression des données, le verrouillage et l’émission d’alertes à distance sont les principales fonctionnalités de cette solution.

### Bitdefender Antivirus Free
Bitdefender Antivirus Free est une solution qui utilise des technologies d'analyse in-the-cloud pour protéger les appareils Android contre les menaces. Au lieu de télécharger et de stocker des signatures de virus directement sur l’appareil, Bitdefender Antivirus Free utilise des technologies in-the-cloud pour protéger en temps réel contre les dernières menaces, tout en impactant peu la batterie. Une fonction appelée Autopilot permet de simplifier au maximum l’utilisation de la solution. Bitdefender a annoncé  que la solution gratuite ne serait plus utilisable à partir du 31 décembre 2021.

### Clueful
Pour les plateformes iOS, Bitdefender lance en 2012 l’application Clueful qui permet de vérifier les actions réelles des applis iOS en matière d’utilisation des données personnelles et de vie privée. Mais quelques semaines après son lancement, l’application est mystérieusement retirée de l’Apple store sans explication de la part d’Apple. Bitdefender décide donc de rendre son application gratuite et disponible directement en ligne par le biais d’un site Internet qui recense toutes les applications utilisées.
Fort de son succès, Bitdefender décline quelques mois plus tard Clueful pour Android, sous forme d’une application gratuite à télécharger, qui permet à l’utilisateur de savoir quelle application récupère son numéro de téléphone, envoie des SMS sans permission, accède à l’historique de navigation, etc.

## Certifications
Les solutions Bitdefender sont certifiées par les plus grands organismes indépendants spécialisés sur les codes malveillants : AV Test, AV Comparatives, Virus Bulletin, ICSA Labs, Westcoast Lab, PCSL.
Bitdefender et ses solutions sont également certifiées OPSWAT, ce qui garantit leur compatibilité avec les principales solutions réseaux du marché dans des environnements hétérogènes. Les solutions Bitdefender pour serveurs Windows sont certifiées Microsoft et celles pour Linux ont obtenu les certifications des éditeurs Linux Red Hat, SUSE/Novell, Mandriva et Ubuntu qui garantissent une compatibilité optimale avec leurs systèmes d’exploitation.
Les solutions Bitdefender pour la sécurité des environnements virtualisés sont certifiées VMware, Citrix et Amazon Web Services.
Bitdefender a obtenu la certification GFI Max pour les produits suivant : Bitdefender Client Security, Bitdefender Cloud Security for Endpoints, Bitdefender GravityZone Security for Endpoints, Bitdefender Security for Exchange, Bitdefender Security for Mail Servers.

## Bitdefender Epic Fail of 2010
Le Bitdefender Epic Fail of 2010 est le nom donné par la communauté d'utilisateurs à un bug ayant affecté le 20 mars 2010 de 8 h 30 à 10 h 00 les ordinateurs équipés d'un système d'exploitation Windows 64 bits et d'une suite Bitdefender grand public. Quelques semaines plus tard, McAfee connaîtra le même genre de problème.
Les produits Bitdefender utilisés sur des systèmes 64 bits ont rencontré des problèmes liés à une mise à jour défectueuse. De multiples fichiers Windows et Bitdefender ont été incorrectement détectés en tant que Trojan.FakeAlert.5 et ont été déplacées en quarantaine. Basé sur les informations disponibles, seulement des fichiers .exe, .dll et d’autres fichiers binaires ont été mis en quarantaine (aucune image ou document n’est concerné). En conséquence, sur certains systèmes, Bitdefender ne fonctionne plus, ainsi que certaines applications et Windows ne démarre plus sur ces systèmes.
Bitdefender a réagi à cet incident et mis en place un correctif.

## Technologies Bitdefender

### Filtres antispam
Bitdefender repose son analyse des courriers indésirables sur différents filtres et technologies développées ces 10 dernières années. Initialement basées sur de simples filtres de mots clés, de langues, des listes noires, ou certains tags spécifiques (Sexually Explicit), les solutions antispam ont été complétées d’un moteur heuristique, d’un réseau neuronal (NeuNet), d’un filtre des images – breveté SID (pour Spam Image Distance) ou encore d’une analyse dans le cloud, LiveQuery, permettant de faire face en temps réel aux nouvelles vagues de spam apparaissant.

### Technologies d’analyse comportementale

#### B-HAVE
En mai 2005, Bitdefender intègre B-HAVE, une technologie brevetée, afin de réduire la dépendance à l’égard des signatures de virus, grâce à la détection proactive des menaces inconnues. Cette technologie repose sur une analyse comportementale en environnement virtuel. Pour déterminer si un programme est ou non malveillant, cette technologie utilise un environnement virtuel dans lequel les fichiers sont exécutés et analysés. B-HAVE recherche des caractéristiques associées aux logiciels malveillants. Un programme peut être considéré comme malveillant s’il tente de modifier certains fichiers, de lire ou d’écrire dans une zone sensible de la mémoire, ou de créer un fichier issu d’un virus connu. Lorsque l'utilisateur essaie d’utiliser un programme suspect, B-HAVE en retarde son lancement jusqu’à ce que son comportement et ses caractéristiques aient été analysés et catalogués dans l’environnement virtuel. Si aucun agissement malveillant n’a été détecté, B-HAVE fait démarrer le programme normalement. En revanche, si une activité suspecte est détectée, B-HAVE place automatiquement l’application en quarantaine, ou la supprime.

#### Active Virus Control
Bitdefender introduit une nouvelle technologie, Active Virus Control, en août 2009, qui est incorporée aux suites de sécurité 2010.
Active Virus Control surveille en permanence les programmes en cours d’exécution à la recherche de comportements ressemblant à ceux des logiciels malveillants. À partir d’un certain nombre d’actions détectées, le processus les ayant réalisées est considéré comme nuisible. Contrairement aux solutions d’analyse heuristique qui vérifient les fichiers uniquement lors de leur accès ou lorsqu’ils sont lancés pour la première fois, Active Virus Control surveille les actions des applications tant que celles-ci sont actives.